# 核苷酸

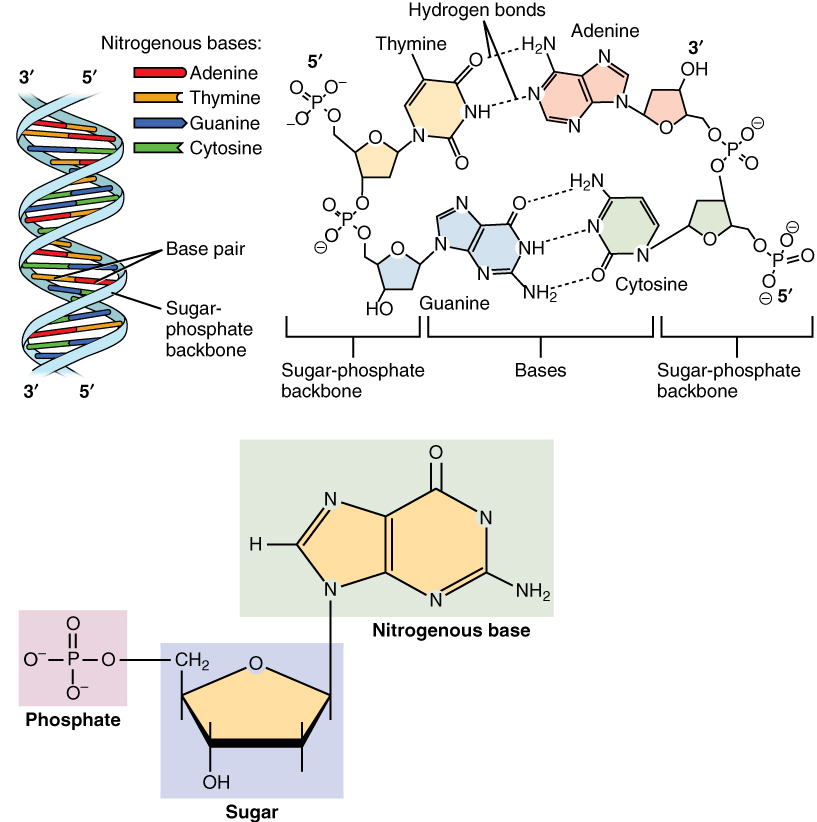
核苷酸單體的結構。該核苷酸包含：(一)一個五碳醣為脫氧核糖，(二)一個含氮鹼基為腺嘌呤，(三)一個磷酸基。具體來說，脫氧核糖和腺嘌呤組成一個脫氧核糖核苷，再與一個磷酸基團結合成一種去氧核糖核苷酸（DNA的核苷酸成分），或名去氧腺苷單磷酸。

核苷酸（英語：nucleotide）是核酸的基本组成单位，化学结构属于一种磷酸酯。核苷酸由由核碱基（嘌呤或嘧啶）、戊糖（核糖或脱氧核糖）及磷酸三种物质构成，即以一個含氮鹼基為核心，加上一個五碳醣和一個或者多个磷酸基團組成。
核苷酸根据“连接的磷酸基团数目”可分为核苷一磷酸、核苷二磷酸和核苷三磷酸；或是根据“磷酯键的连接部位（C-2′、C-3′或C-5′羟基氧原子）”可以分为2′-核苷酸、3′-核苷酸和5′-核苷酸。机体内常见的是5′-核苷酸。
核碱基（含氮碱基）有五种，分别是腺嘌呤（A）、鸟嘌呤（G）、胞嘧啶（C）、胸腺嘧啶（T）和尿嘧啶（U）。戊糖（五碳糖）为去氧核糖者称为去氧核糖核苷酸（DNA的單體），五碳糖为核糖者称为核糖核苷酸（RNA的單體）。

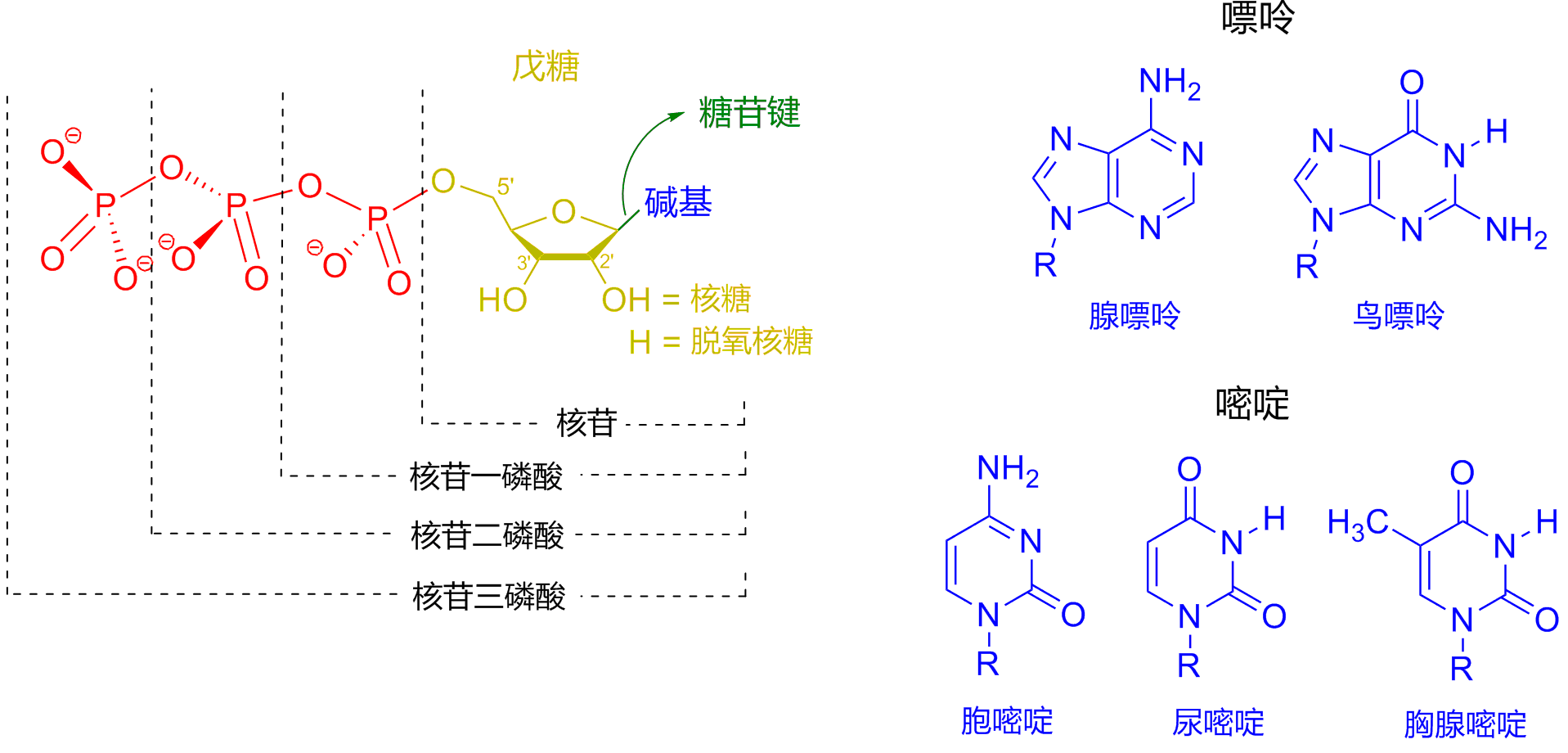
核苷酸的結構。常見的核酸成分的結構元素。因為它們包含至少一個磷酸基團，該化合物標記為單磷酸核苷，二磷酸核苷和三磷酸核苷全都是核苷酸(不是簡單磷酸鹽缺乏核苷)。

依核苷酸数量，又分为寡核苷酸（少于或等于15个核苷酸）和多核苷酸（15个核苷酸以上）。许多单核苷酸也具有多种重要的生物学功能，如与能量代谢有关的腺苷三磷酸（ATP）、脱氢辅酶等。

## 合成
核苷酸可以通過多種體外（In vitro）和體內（In vivo）方法來合成。
在體內，核苷酸可以從頭合成（De novo synthesis）或补救途径（Salvage pathway）合成。在從頭合成中使用碳水化合物和胺基酸的代謝产物作为合成前體。肝臟是從頭合成核苷酸的主要器官。嘧啶和嘌呤的从头合成遵循两个不同的途径。嘧啶首先从细胞质中的天冬氨酸和胺基甲酰-磷酸合成到共同的前体环结构乳清酸，其上磷酸化的核糖基单元共价连接，而嘌呤首先从发生环合成的糖模板合成。作为参考，嘌呤和嘧啶核苷酸的合成由细胞的细胞质中的几种酶进行，而不在特定的细胞器内。核苷酸经历分解，使得有用的部分可以在合成反应中重复使用以产生新的核苷酸。

## 作用
几乎所有的食品都含有微量的核苷酸以及其结合物聚核苷酸、DNA、RNA等核酸。

### 核糖核苷酸
| 單磷酸腺苷 AMP | 二磷酸腺苷 ADP | 三磷酸腺苷 ATP |
| 單磷酸鳥苷 GMP | 二磷酸鳥苷 GDP | 三磷酸鳥苷 GTP |
| 單磷酸胸苷 TMP | 二磷酸胸苷 TDP | 三磷酸胸苷 TTP |
| 单磷酸尿苷 UMP | 二磷酸尿苷 UDP | 三磷酸尿苷 UTP |
| 單磷酸胞苷 CMP | 二磷酸胞苷 CDP | 三磷酸胞苷 CTP |

### 脫氧核糖核苷酸
| 單磷酸脫氧腺苷 dAMP | 二磷酸脫氧腺苷 dADP | 三磷酸脫氧腺苷 dATP |
| 單磷酸脫氧鳥苷 dGMP | 二磷酸脫氧鳥苷 dGDP | 三磷酸脫氧鳥苷 dGTP |
| 單磷酸脱氧胸苷 dTMP | 二磷酸脱氧胸苷 dTDP | 三磷酸脱氧胸苷 dTTP |
| 單磷酸脫氧尿苷 dUMP | 二磷酸脫氧尿苷 dUDP | 三磷酸脫氧尿苷 dUTP |
| 單磷酸脫氧胞苷 dCMP | 二磷酸脫氧胞苷 dCDP | 三磷酸脫氧胞苷 dCTP |

## 利用

### 调味料
鸟苷酸（GMP）、肌苷酸（IMP）等核苷酸属于呈味性核苷酸，除了本身具有鲜味之外，还有和左旋穀氨酸（味精）组合时，有提高鲜味的作用，作为调料、汤料的原料使用。

### 食品添加剂
母乳中含有尿苷酸（UMP）、胞苷酸（CMP）、腺苷酸（AMP）、鸟苷酸（GMP）、肌苷酸（IMP）等多种核苷酸，为提高婴儿的免疫调节功能和记忆力发挥着作用，部分婴儿奶粉按照母乳中的含量有添加微量核苷酸，也有添加RNA的例子。

### 医疗
核苷酸作为医药，可抑制尿道發炎，也有作为免疫调节剂给手术后的患者使用的例子。

## 延伸閱讀
- Sigel, Astrid; Operschall, Bert P.; Sigel, Helmut. . Astrid, S.; Helmut, S.; Sigel, R. K. O.  (编). . Metal Ions in Life Sciences 17. de Gruyter. 2017: 319–402. doi:10.1515/9783110434330-011.

## 外部連結
- Abbreviations and Symbols for Nucleic Acids, Polynucleotides and their Constituents （页面存档备份，存于） (IUPAC)
- Provisional Recommendations 2004 (IUPAC)
- Chemistry explanation of nucleotide structure